# Сан Бартоломео а Кварате (Фиренца)
Сан Бартоломео а Кварате је насеље у Италији у округу Фиренца, региону Тоскана.
Према процени из 2011. у насељу је живело 163 становника. Насеље се налази на надморској висини од 225 м.